# 川西市消防本部

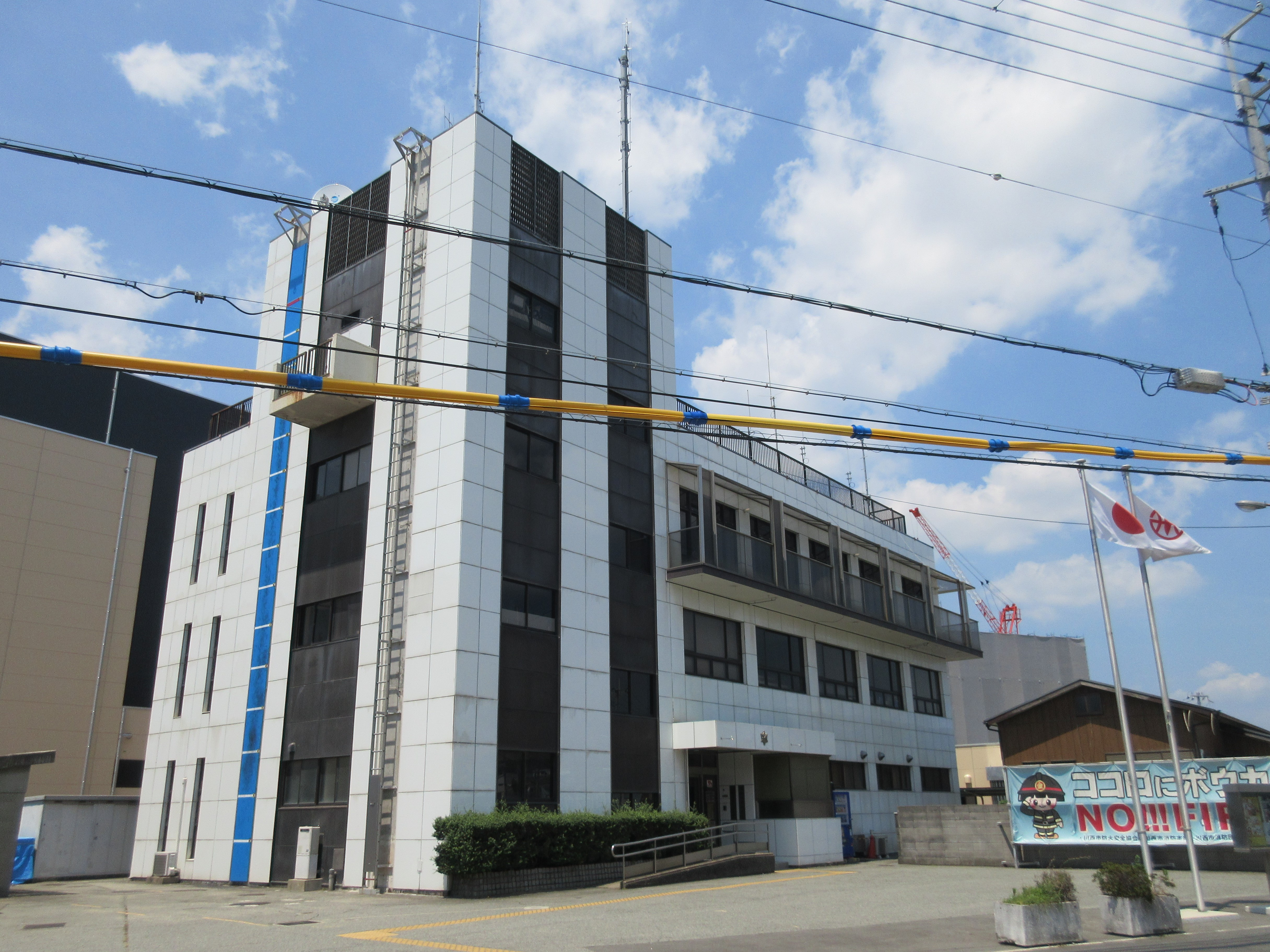
旧庁舎

川西市消防本部（かわにしししょうぼうほんぶ）は、兵庫県川西市の消防部局（消防本部）。管轄区域は川西市全域。

## 概要
- 消防本部：川西市火打1-15-23
- 管内面積：53.44km2
- 職員定数：149人
- 消防署2カ所、出張所3カ所
- 主力機械（2024年4月1日現在）
  - 普通消防ポンプ自動車：6
  - 水槽付消防ポンプ自動車：2
  - はしご付消防自動車：1
  - 化学消防自動車：1
  - 高規格救急自動車：7
  - 救助工作車：2
  - 指揮車：2
  - 積載車：2
  - 人員搬送車：2
  - 広報支援車：2
  - 消防活動二輪車：1

## 沿革
- 1961年8月15日　川西市消防本部を設置。
- 2007年10月1日　川西市と川辺郡猪名川町が川西市消防本部庁舎に消防緊急通信指令システムを設置し、共同運用を開始。
  - 川西市及び猪名川町からの119番通報を一括受信。

## 組織
- 本部 - 総務課、予防課、消防課
- 消防署

## 消防署
| 消防署   | 住所        | 出張所                              |
| -------- | ----------- | ----------------------------------- |
| 南消防署 | 火打1-15-23 | 久代：久代3-16-19                   |
| 北消防署 | 見野2-21-12 | 清和台：清和台西5-2-2 多田：緑台6-1 |